# Ryżyki (obwód miński)
Ryżyki (biał. Рыжыкі, ros. Рыжики) – wieś na Białorusi, w obwodzie mińskim, w rejonie mińskim, w sielsowiecie Chaceżyn.